# Club Atlético Tarazona
El  Atlético Tarazona es un equipo del fútbol español del municipio de Tarazona de la Mancha (Albacete). Fue fundado en 1979, juega en el Grupo I de Primera Autonómica 

## Historia
El club fue fundado en 1979, en toda su historia ha estado 6 temporadas en 3 división, su mejor temporada fue en la temporada 2006-2007 con un 10° puesto. En 2011 debido a dificultades financieras el equipo se vio obligado a desaparecer, fue refundado en 2013. En la temporada 18-19 el atlético Tarazona ascendió a preferente, pero debido al COVID 19 en la temporada 20-21 no pudo competir en preferente, bajando a jugar en la temporada 21-22 a 2 autonómica.

## Estadio
El equipo juega como local en el Faustino Alvarruiz, con una capacidad para 2.000 espectadores.
http://www.atletico.tarazona.com/20052006/images/j27_grada.jpg

## Datos del club

### Temporadas
| Temporada | División      | Lugar | Copa del Rey |
| --------- | ------------- | ----- | ------------ |
| 1979/02   | Regional      | -     |              |
| 2002/03   | 3ª            | 18º   |              |
| 2003/04   | 1ª Preferente | -     |              |
| 2004-05   | 3ª            | 16º   |              |
| 2005/06   | 3ª            | 13º   |              |
| 2006/07   | 3ª            | 10º   |              |
| 2007/08   | 3ª            | 14º   |              |
| 2008/09   | 3ª            | 19º   |              |
| 2009/10   | 1ª Preferente | 17º   |              |
| 2014/15   | 2 Autónomica  | 16º   |              |
| 2021/22   | 2ª Autonómica | 1º    |              |
| 2022/23   | 1ª Autonómica | 10º   |              |
| 2023/24   | 1ª Autonómica | 5º    |              |